# Ford Ranger
Ford Ranger es un nombre usado en dos diferentes líneas de camionetas (pickup) compactas fabricadas por la Ford Motor Company y por un acuerdo de comercialización con Mazda.
Actualmente es la camioneta (pickup) más vendida de Europa.
Esta camioneta fue fabricada en Estados Unidos para el mercado de América del Norte, y actualmente sigue fabricándose en Argentina en la planta de montaje Ford de General Pacheco para los mercados de Argentina, Chile, Brasil, México y Venezuela  entre otros.
La otra versión de la Ford Ranger para el resto del mercado de Latinoamérica y el mercado internacional se basó hasta los modelos 2010 en la mecánica y carrocería de la Mazda BT-50. La que fuera ensamblada en Colombia por la Compañía Colombiana Automotriz hasta el año 2011; para ser actualizada por la variante australiana, y para el mercado del sureste asiático, Australia y el resto de Asia se produce en Tailandia y varios países del oriente, siendo comercializada en más de 130 países.
La Ford Ranger de Estados Unidos también se comercializó como el Mazda Serie B (Norteamérica) por los concesionarios Mazda entre 1994 y 2009.

## Toponimia
El nombre «Ranger» había sido utilizado previamente para un paquete de diseño selecto en camionetas de la Ford F-Series desde 1965. El nombre fue trasladado a esta línea de camionetas compactas de Estados Unidos para el modelo de 1983.
Las camionetas Mazda Serie B utilizaron el desplazamiento del  motor para determinar el nombre. Así, la B-1500 tiene un motor de cuatro cilindros en línea de 1.5L y la B-4000 tiene un 4.0L V6. Para 2002, el nombre fue cambiado a simplemente Camioneta Mazda en los Estados Unidos. Las versiones de la Mazda Serie B y Ford Ranger son esencialmente los mismos vehículos después de 1994 hasta el año 2011, salvo en la Argentina, en donde se construye una versión con mecánica de origen local, basada en componentes Ford netamente.

## Historia
El uso de la tracción en las cuatro ruedas y el nombre Ranger comenzó en mayo de 1950, cuando la compañía Marmon-Herrington anunció que había convertido un camión de repartos Ford F-1 Panel Delivery de 1950 en una camioneta Ford con ventanas agregadas. Se construyeron menos de 50 unidades de estos «Rangers» entre 1950 y 1952. «Ranger» fue el nombre de base de la serie Ford Edsel 1958 - 1960 que utilizaban plataforma Edsel compartida con el Ford Fairlane. En 1965, el nombre «Rangers» fue presentado como un paquete nuevo para la Ford F-Series de camionetas de tamaño completo. El nombre se trasladó a esta línea de camiones estadounidenses compactos para el modelo de 1983.

## Primera generación (1982-1992)

### 1982-1989
Ford comenzó el desarrollo del Ranger en 1976, centrándose en la calidad y la eficiencia de combustible. La intención era construir un camión que tuviese tanta capacidad como el de la F-Series, pero en un paquete más económico. Por eso este Ranger tiene un estilo similar a aquellas camionetas de Ford, con una arquitectura similar y se ofrecía con tracción en las cuatro ruedas. Un estándar común para los camiones es la capacidad de alijo de 1.2m (4 pies), pero en este modelo de Ford, el espacio entre los huecos de las ruedas fue de menos de 1.2m; Ford diseñó el cuadro con las disposiciones que permiten transportar una hoja estándar de madera contrachapada.
El 18 de enero de 1983 comenzó la producción del Ranger en la planta de montaje de Louisville, llegando a los salones de exposición en marzo. Los motores disponibles eran los 2.0 L 72 CV (54 kW), el Ford Pinto OHC de cuatro cilindros 2.3L 86 CV (64 kW), un Mazda / diésel Perkins cuatro cilindros de 59 CV (44 kW) 2.2L y un Cologne V6 115 CV (86 kW) 2.8 L. En 1985, un Mitsubishi turbodiesel de 2.3L con 86 CV (64 kW) sustituyó el motor diésel de Mazda, y en 1986 el motor 2.8 L fue reemplazado con un Cologne V6 140 CV (104 kW) 2.9L. El SuperCab fue introducido en 1986. Ofrecía 432 mm (17 pulgadas) extras de espacio de almacenamiento detrás de los asientos delanteros, con un par de asientos rebatibles disponibles como opción. Muchas partes del interior, tales como los volantes y las manivelas de las ventanas, fueron compartidos con otros Fords como el Escort.

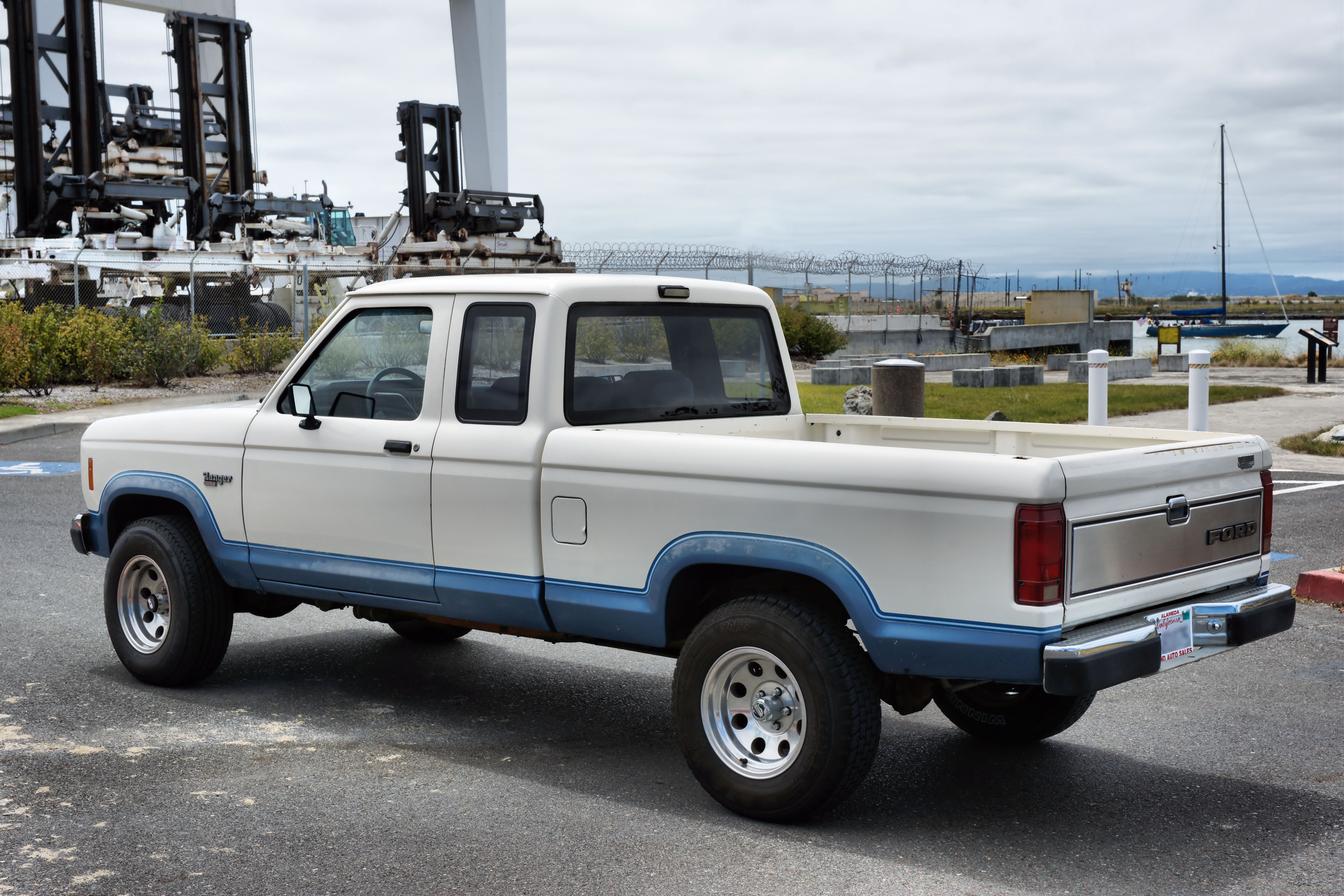
1988 Ford Ranger XLT cabina extendida.

A mediados de 1986 se introdujo el Ranger GT. Sólo disponible con una cabina estándar, tenía un motor Cologne V6 de 2.9L, tanto con una transmisión manual de 5 cambios Toyo Kogyo o una transmisión automática opcional A4LD. En el interior, el camión estaba equipado con asientos especiales y una consola central opcional. Tenía instaladas barras estabilizadoras delanteras y traseras y ruedas de 14x6. Una opción de cabina larga se añadió en 1987, y un nuevo paquete de efectos básicos se introdujo en 1988.

### 1989-1992
A la camioneta se le cambió el frente en 1989, incluyendo faros de color compuesto, guardabarros delantero, capó y parrilla nuevos, junto con algunas mejoras a la estructura. Dentro, había un tablero moderno y una nueva columna de dirección. Se añadieron frenos posteriores antibloqueo de ruedas, y un depósito de combustible opcional de 79L (21 gal) en los modelos de doble cabina.
El motor 2.0L fue descontinuado, y el 2.3L ahora tenía un sistema de encendido sin distribuidor con menos de dos bujías por cilindro, dándole un impulso de 14 CV (10 kW). Se retiró la caja automática de 3 velocidades, dejando sólo la A4LD. El nuevo Cologne V6 160 CV (119 kW) 4.0L fue agregado a la lista de opciones para todos los modelos en 1990. Los Vulcan V6 145 CV (108 kW) 3.0L fueron introducidos para sustituir el motor Ford Cologne 2.9 L en la parte trasera de camiones de doble tracción a finales de 1990. Con los nuevos motores, la única transmisión manual disponible era M5OD-R1 de Mazda.
El Ranger GT fue descontinuado, aunque Ford Truck Public Affairs construyó un prototipo para el año 1990 impulsado por un SHO V6 de 3.0L.
En 1990 se introduce la Ford Explorer que está basada en la Ford Ranger.

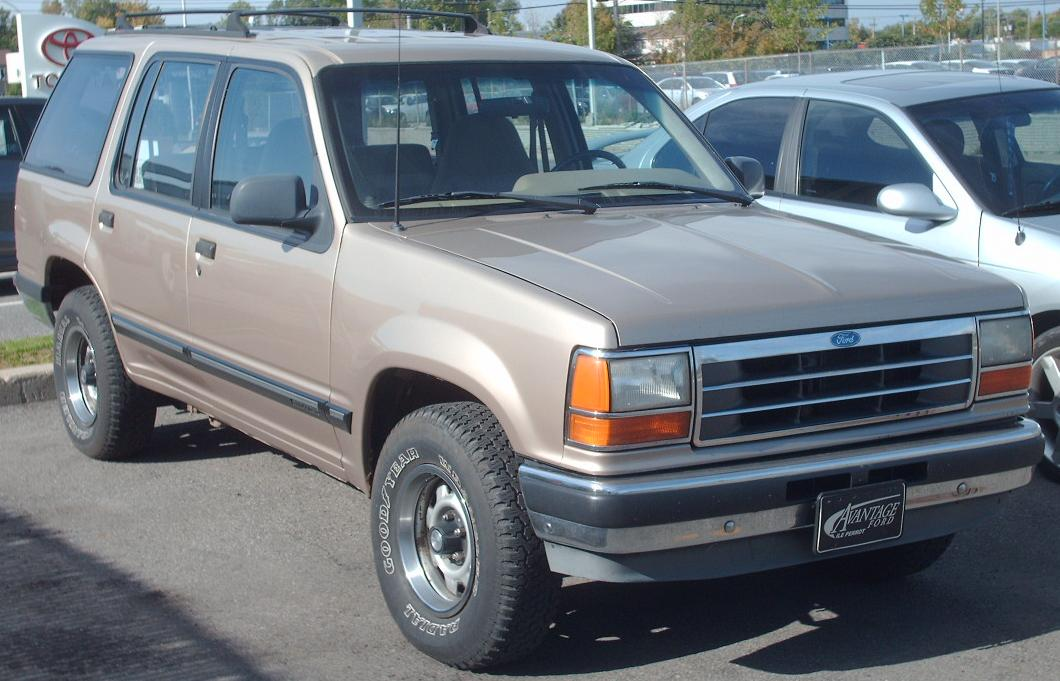
Ford Explorer

## Segunda generación (1993-1997)

### 1993-1997
En 1993 hubo un nuevo diseño, con una forma más aerodinámica que antes. Se suavizaron las líneas y se hicieron otros cambios incluyendo puertas más anchas. El tablero de instrumentos mantuvo el mismo diseño que en 1989, pero los asientos y los paneles de las puertas eran nuevos. El motor de 2.9 L fue descontinuado y el Mazda M5OD-R1 era ahora la única opción de transmisión manual. Se introdujo el nuevo modelo Splash, que presentaba ruedas cromadas únicas, un esquema de pintura especial en los laterales y una suspensión más baja. Los modelos 1993 Splash sólo disponían de una cabina regular en color blanco ártico, rojo anaranjado negro brillante y azul cielo. El Mazda Serie B se convirtió en un Ranger rebautizado para el modelo del año 1994, pero no ofrecía un equivalente al modelo Splash. Para el modelo del año 1995, el Splash tenía opciones de acabado todo incluido, una suspensión baja, una cabina extendida, y ruedas cromadas únicas.
También cambió el trabajo de pintura. Si bien los modelos 1993 - 1994 tenían franjas rojas, amarillas y azules, los de 1995 - 1996 tenían rayas verde limón, con más énfasis en la "dispersión" del diseño. Además, los colores disponibles para el modelo Splash cambió de los modelos 1993 - 1994 a los de 1995 - 1997. Los últimos se ofrecían en rojo granate, negro brillante, blanco y amarillo canario. El modelo Splash fue el primer Ranger para ofrecer espejos eléctricos, y a partir de la 3.ª generación de producción quedaron exclusivamente para los modelos Splash. Para el modelo 1997 y los últimos modelos Splash, sólo se utilizó el nombre de "Splash", sin las rayas.
Se hicieron varios cambios para 1995. El tablero fue completamente rediseñado, y permitió espacio para la bolsa de aire lateral del pasajero, disponible a partir de 1996 en forma opcional. La transmisión A4LD fue actualizada. Los modelos 2.3 L y 3.0 L tenían el 4R44E, mientras que los camiones de 4.0L equipaban el 4R55E. Los frenos delanteros fueron modificados para utilizar los 2 pistones de la segunda generación de Explorer, y se añadieron frenos anti-bloqueo en las cuatro ruedas como estándar en los modelos 4x4 y 4.0 L.

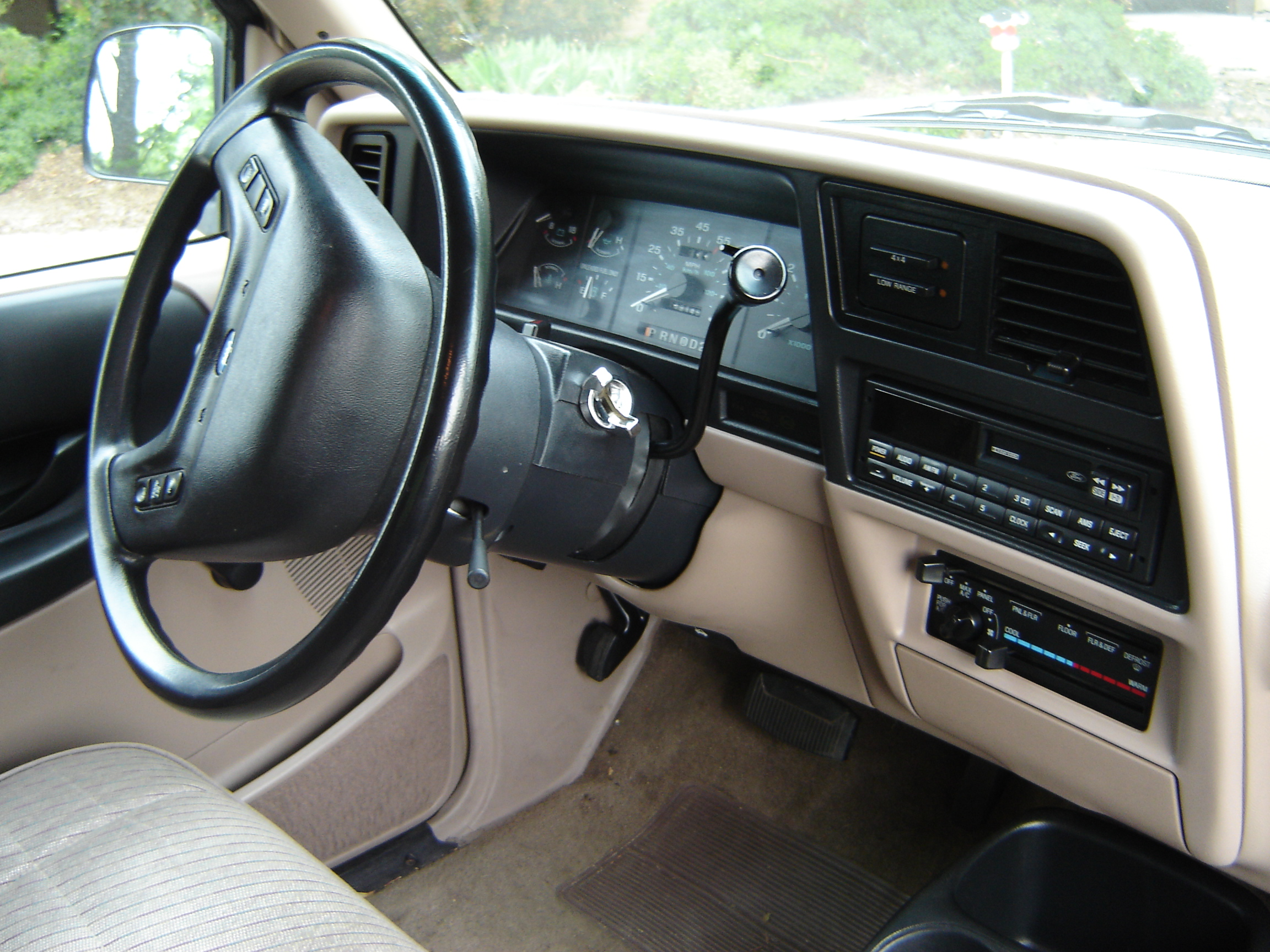
Panel de instrumentos típico de Ford Ranger.
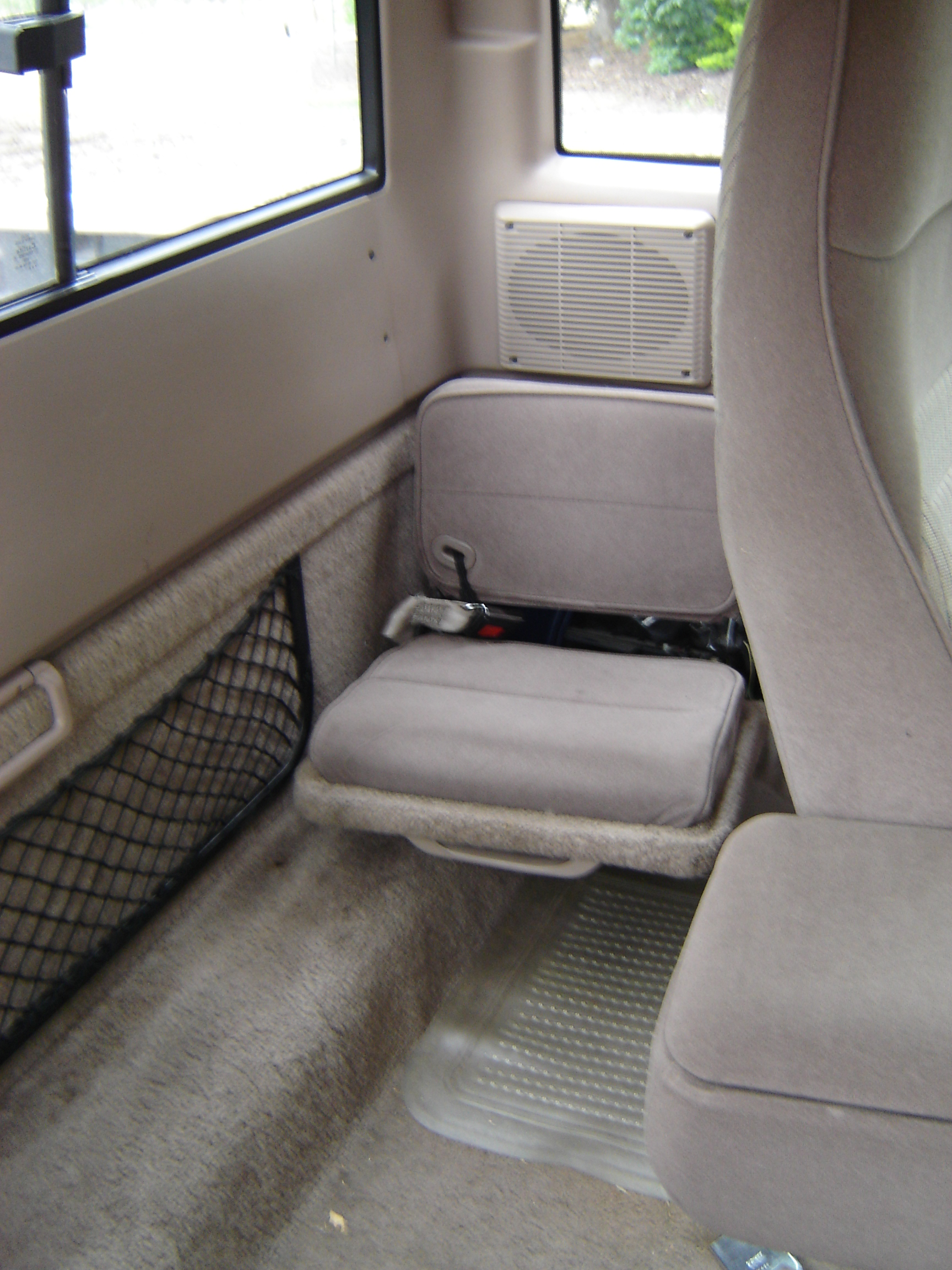
Asiento removible de Ford Ranger cabina extendida en su sitio.
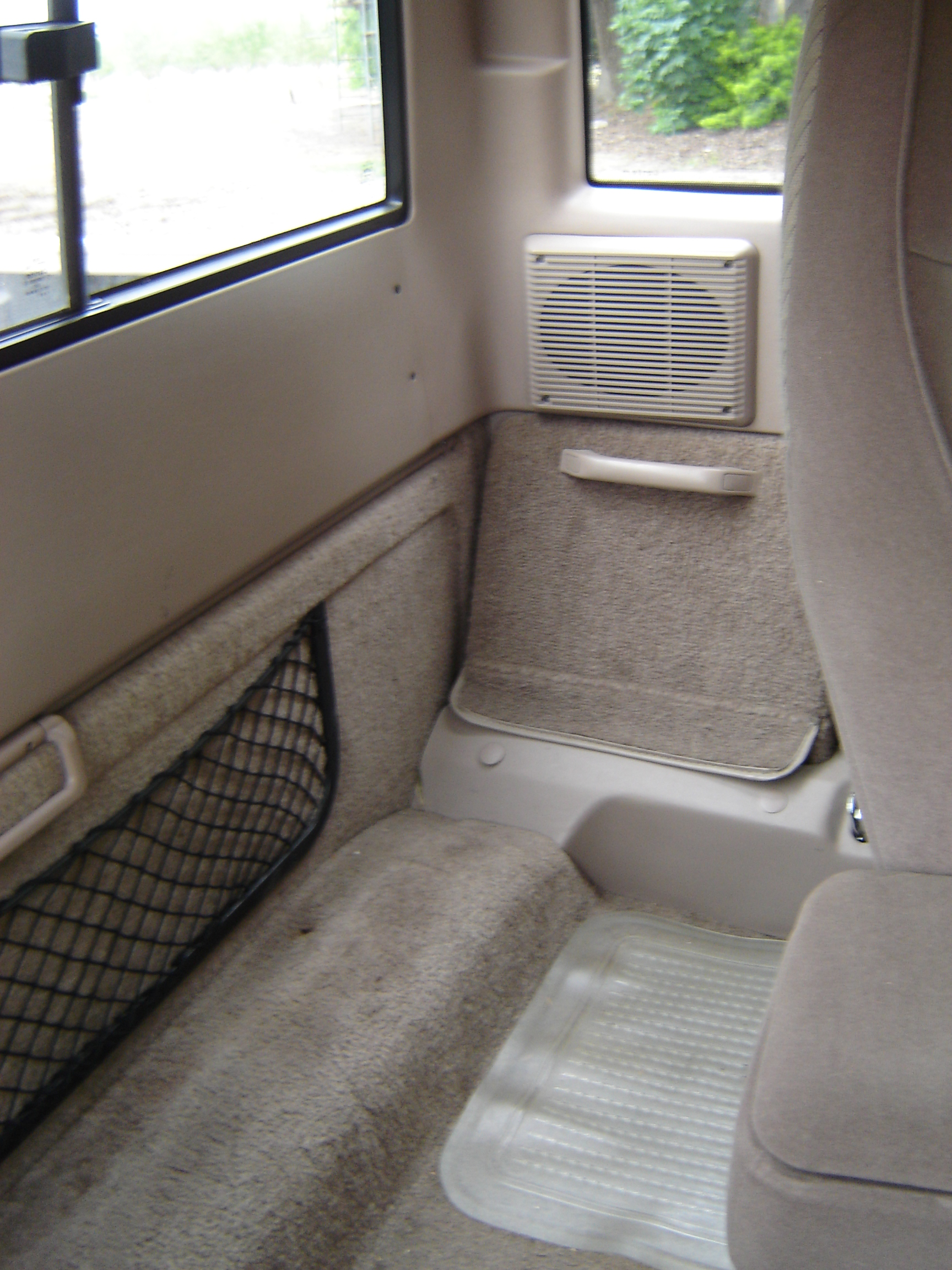
Asiento removible de Ford Ranger retirado.

#### Mazda Series B
El Proceed/Serie B a partir de 1994 en Estados Unidos era nuevo; el diseño fue fusionado con el de Ford Ranger, colocándosele los emblemas de la Serie B a los Rangers, Mazda continuó fabricando sus propias camionetas en Japón y en otros lugares, pero para el mercado de Estados Unidos el diseño fue compartido, al igual que los motores. Los nuevos B3000 y B4000 poseían grandes motores Ford V6, y la caja de cambios manual  M5OD-R1 volvió a ser una opción. Los modelos con cabina extendida estaban disponibles. La B3000 3.0 L fue lanzada en 1997, y la línea entera fue renovada después de ese año.
Opciones de motorización:
- B2300
  - 1994 – 2.3 L (2311 cc) OHC, 4L, 98 hp (73 kW)
  - 1995–1998 – 2.3 L (2311 cc) OHC, 4L, 112 hp (84 kW)
- B3000
  - 1994 – 3.0 L (2983 cc) Vulcan V6, 140 hp (104 kW)
  - 1995–1996 – 3.0 L (2983 cc) Vulcan V6, 145 hp (108 kW)
- B4000
  - 1994–1998 – 4.0 L (4016 cc) Cologne V6, 160 hp (119 kW)

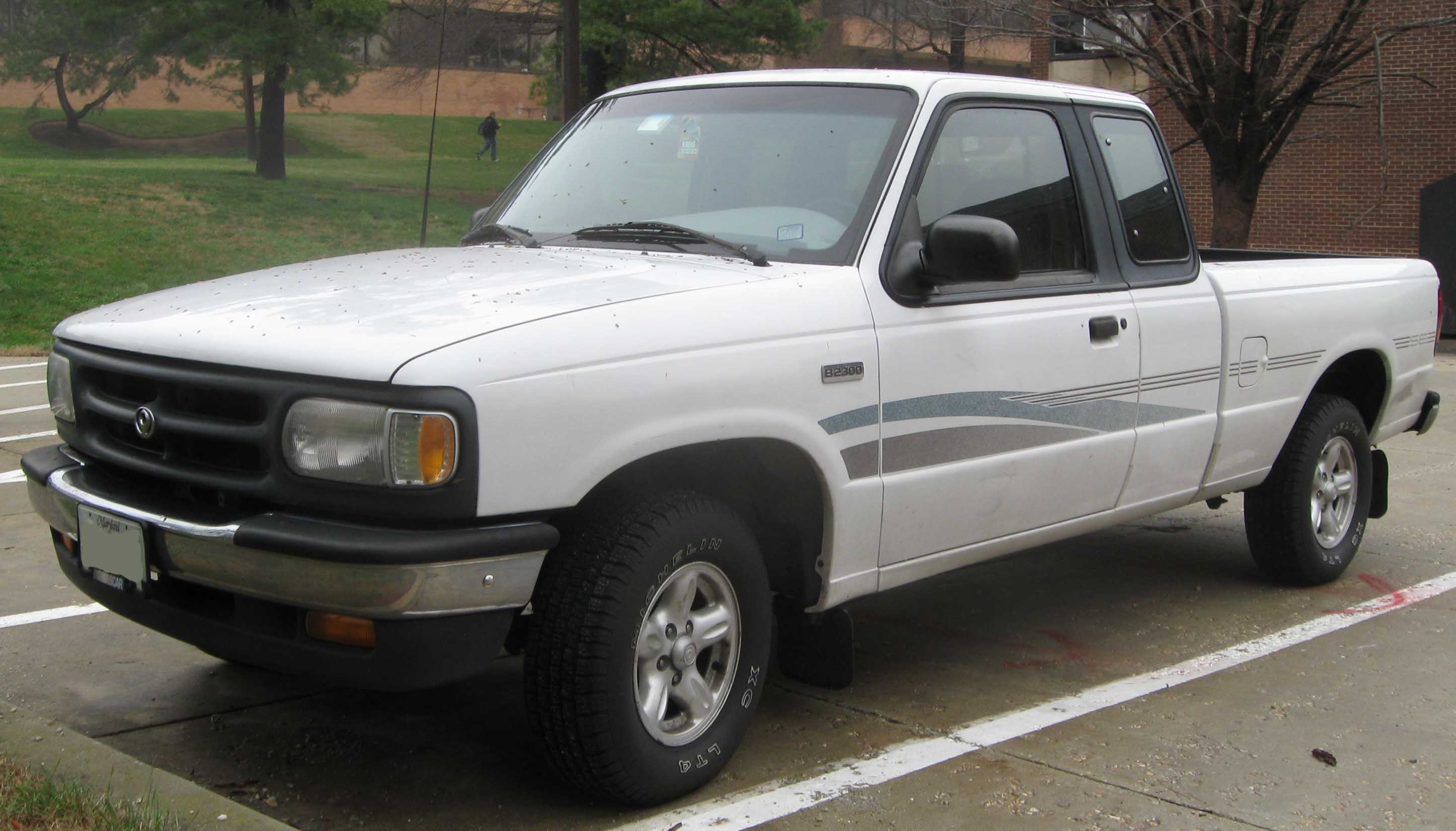
Mazda B2300 con cabina extendida (Estados Unidos).
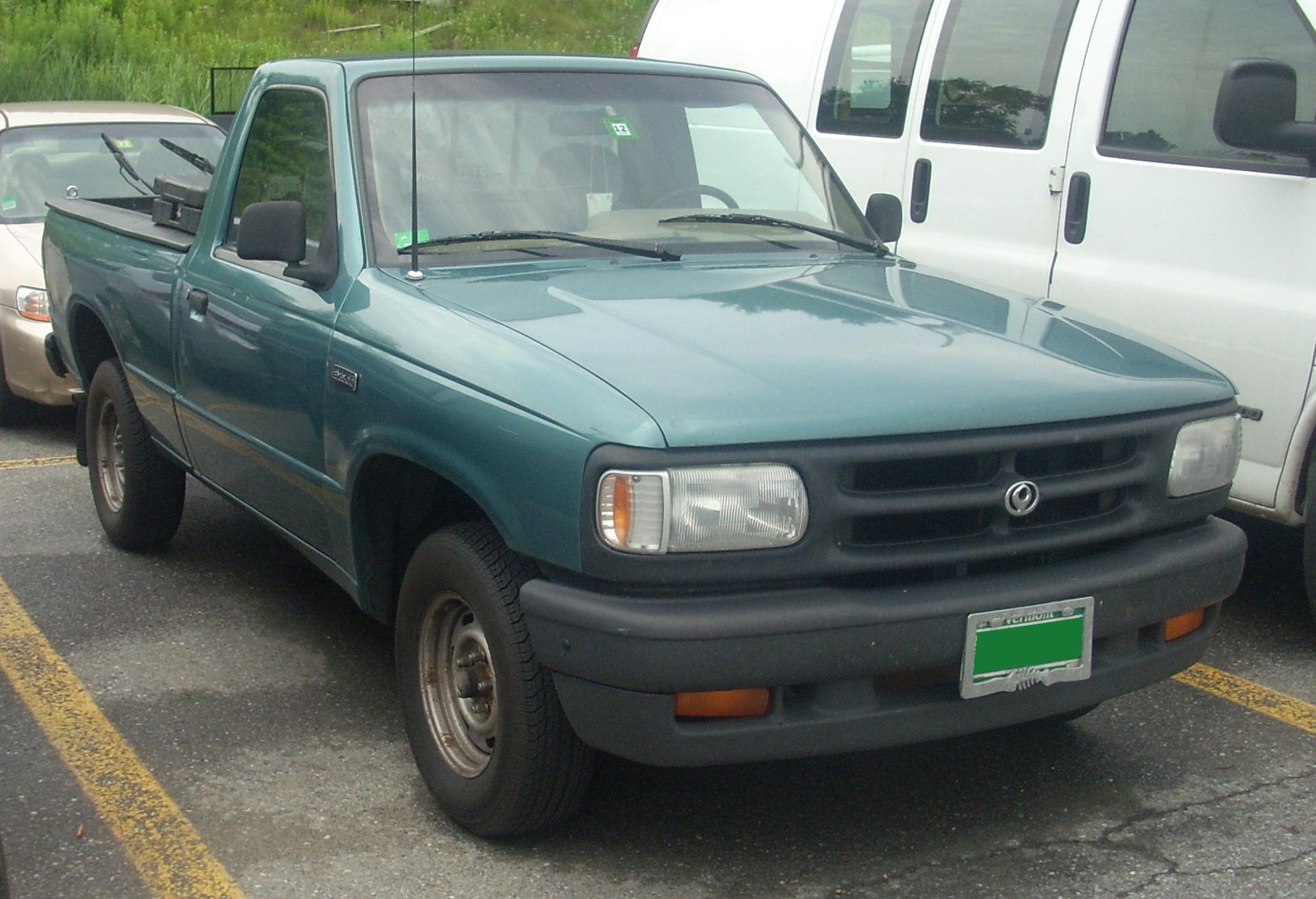
Mazda B2300 con cabina simple.

### 1998-2011
En 1998 el Ranger recibe otro nuevo diseño, dándole una distancia entre ejes más larga y una cabina de tres pulgadas (76 mm) más larga que los modelos de cabina regular. El interior se mantiene igual que en el período 1995-97. La suspensión delantera de doble viga fue sustituida por el sistema estilo espoleta del Explorer y la parte delantera del bastidor era de "caja", en lugar de la típica de canales C. El motor de 4 cilindros fue llevado a 2.5L lo que incrementó su potencia en un 6% respecto al viejo motor 2.3L. Se puso un motor 120 CV (89 kW) de potencia que fue reemplazado por un nuevo Duratec DOHC I4 2.3 L a mediados de 2001. Ese año el Ranger también recibió un lavado de cara, incluyendo una nueva calandra, capó y parachoques delantero, así como los faros delanteros y luces traseras actualizadas. En 2004, el Ranger recibió actualizaciones menores a la parrilla, el capó y el parachoques delantero. Nuevos asientos delanteros también se agregaron en 2004 para cumplir los nuevos requisitos de seguridad Federal de EE. UU. En 2006, el Ranger recibió actualizaciones de menor importancia a la parrilla, los intermitentes delanteros y las luces traseras, junto con un logotipo de Ford trasero más grande que ahora se soloca en el medio de la puerta trasera. La recolección accionada por el motor V6 4.0L disponible viene equipada con un tirón de montacargas en el acoplado, entregando gran capacidad del remolque hasta 5.760 libras.

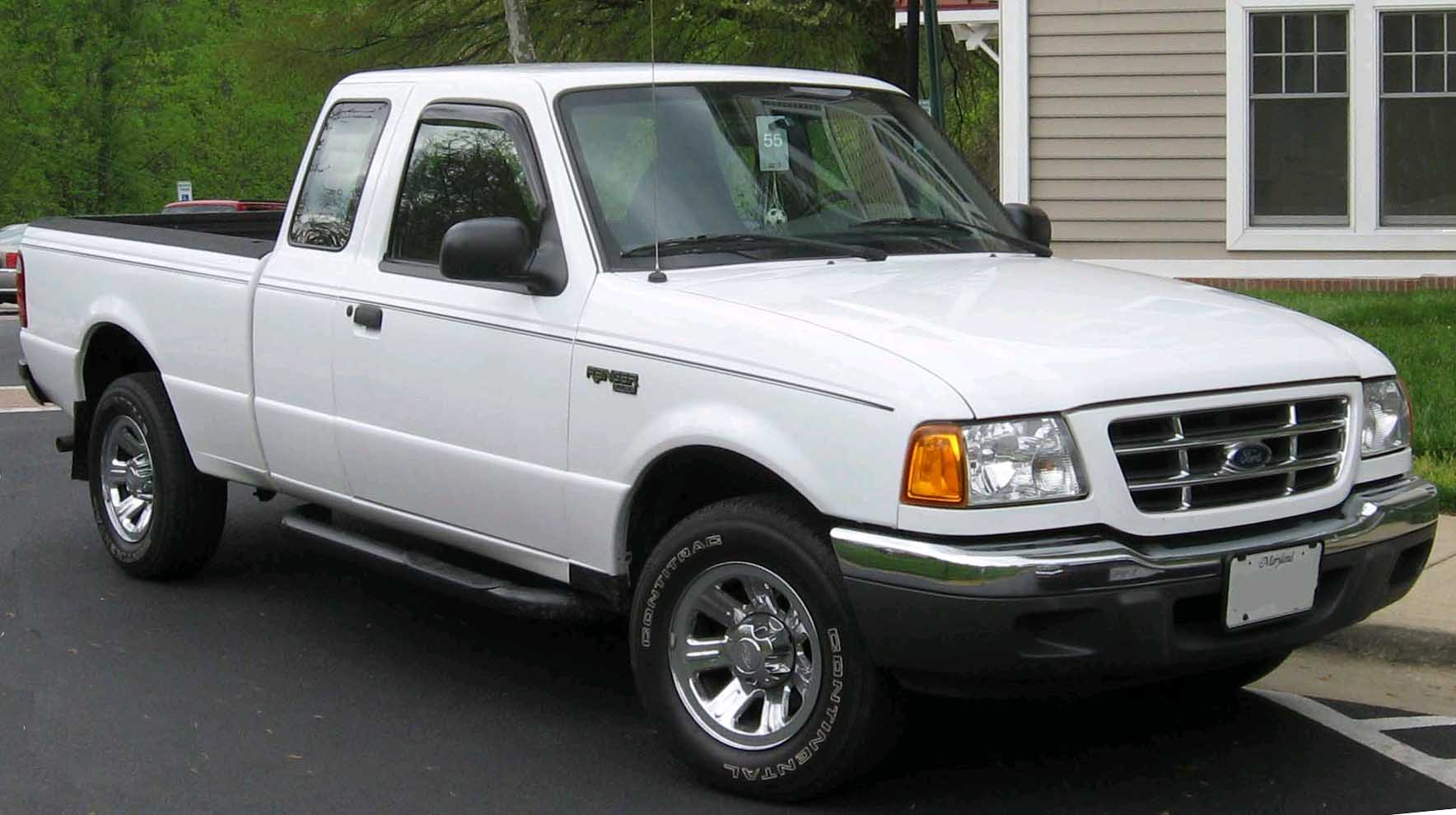
Ford Ranger 2001–2003 cabina extendida.
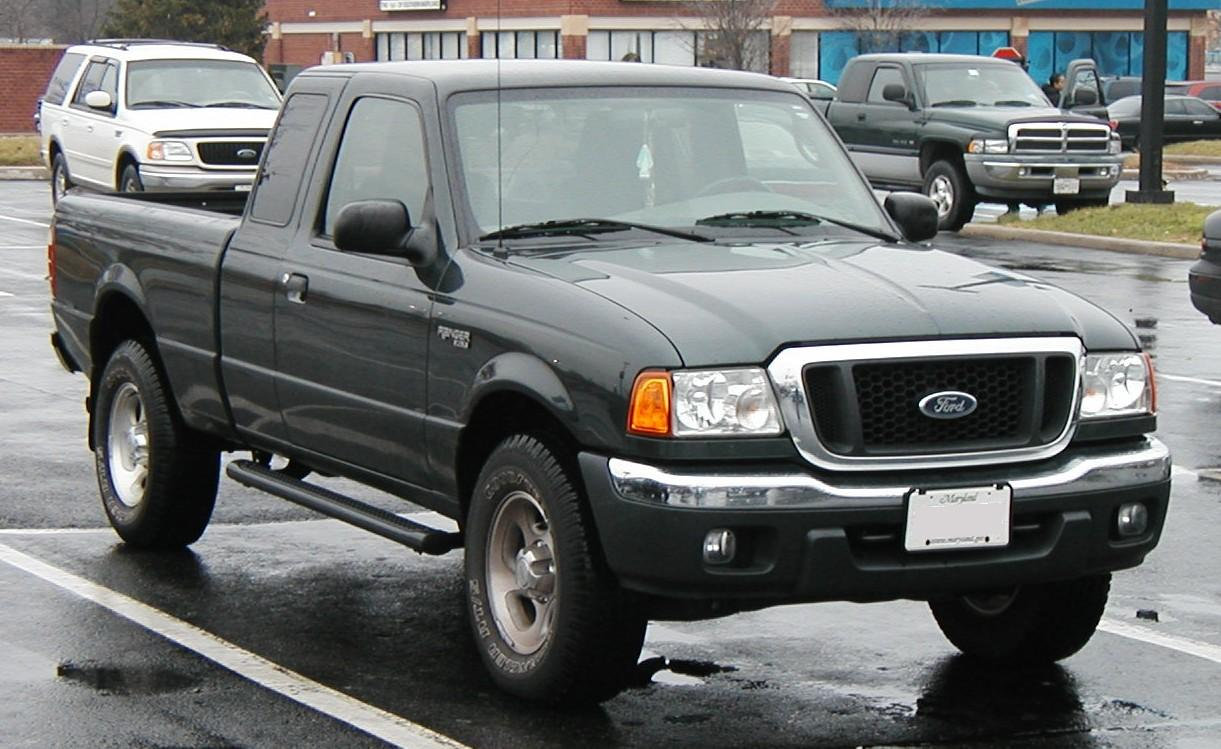
Ford Ranger 2004–2005 cabina extendida.
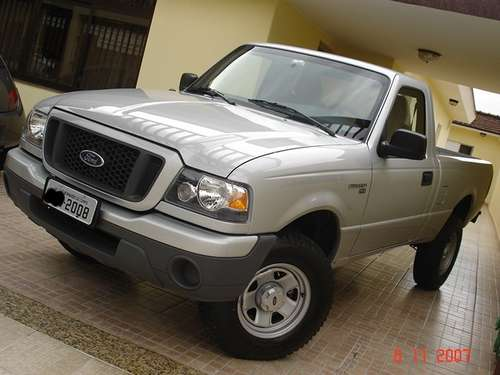
Ford Ranger XLS 2007 cabina simple para los mercados de Argentina, Chile, Brasil y México.

El Ranger actual (2010) es ofrecido en versión 2.3 L I4, 143 hp (107 kW) y 4.0 L V6, 207 hp (154 kW). El Vulcan V6 3.0 fue descontinuado en 2009. La versión FX4 Nivel II viene con un eje trasero especial de 223.5 mm equipado con un diferencial de Zexel-Torsen de deslizamiento limitado, 3 placas de deslizamiento, ganchos de remolque mejorado, llantas Alcoa de 15" y amortiguadores Bilstein. Este vehículo viene en modelo de 2 y 4 puertas.
En diciembre de 2009, Ford anunció que los modelos 2010 vendrían con gráficos personalizados especialmente diseñados, exclusivamente para Concesionarios de Ford y permitirá a los clientes a elegir un diseño para personalizar sus Rangers.
A partir de 2010 en los EE. UU., el Ranger ya no se ofrece con el nivel de equipamiento FX4, que está disponible en Canadá. Sin embargo, es esencialmente un 4x4 Deportivo rebautizado. Además, el modelo 2010 ya no está disponible con la opción de eje de deslizamiento limitado en cualquier nivel de equipamiento.
Para el modelo 2011, el equipamiento XL será el nivel estándar, seguido por los accesorios XLT y Deportivo. Los dos últimos incluyen radios Sirio como una característica opcional. Ford Ranger fue el primer modelo de pickups en introducir air bags duales como elemento de seguridad. En las pruebas de choque frontal recibió un "aceptable" del Insurance Institute for Highway Safety (Instituto de Seguros para la Seguridad en Carreteras, IIHS) cuando fueron evaluados por primera vez en 1998, al igual que su rival el Toyota Tacoma, mientras que otros sólo fueron calificados con "pobre" y "marginal"

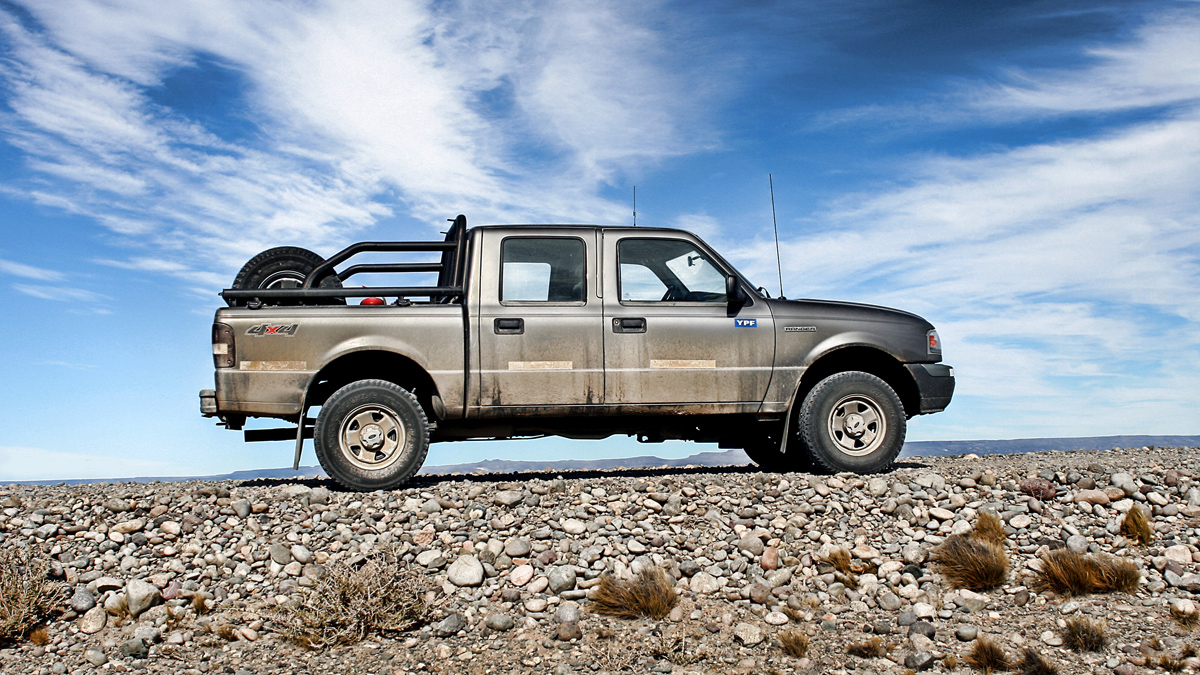
Ford Ranger 4x4 variante con Cabina Doble de Argentina (1998–2009).

El modelo 2010 agregó una combinación de air bags para cabeza y torso para mejorar la seguridad de los pasajeros en un impacto lateral y obtuvo calificación "buena" por la IIHS. También se añadió el control electrónico de estabilidad como equipamiento estándar.
En la prueba de fuerza del techo de IIHS, la Ford Ranger obtuvo una calificación "aceptable"

#### Ranger eléctrica
La Ford Ranger EV fue un vehículo a batería eléctrica producido por Ford Motor Company entre 1998 y 2002 y fue construido utilizando el chasis de Ranger. Sin embargo, sólo poseía tracción trasera y empleaba una suspensión trasera independiente única de la Ranger eléctrica. Se vendieron 1.500 unidades de las que solo restan 100 en manos de usuarios privados y algunas compañías. La mayoría fueron destruidas por la empresa. En un principio se rentaron algunas, pero luego Ford se retractó porque no era posible reemplazar la batería de níquel e hidruro metálico.

#### Mazda Serie B
Estados Unidos vio un nuevo diseño de Ranger/Proceed/Serie B en 1998, con un motor de base más amplia y transmisión automática de 5 velocidades. El modelo 1999 de la serie B agregó cuatro puertas, una primicia en el mercado de camionetas pickup de cabina extendida. En 2001, una más potente versión del V6 de 4.0 L SOHC sustituyó al viejo motor OHV, mientras que el motor Ford Duratec sustituyó al antiguo motor Lima en los modelos de cuatro cilindros al año siguiente. 2008 fue el último año en que se vendieron camiones de serie B 3.0 L. Para 2009, el modelo B4000 Cab Plus SE se interrumpió en el mercado de los Estados Unidos. La línea completa de la serie B se suspendió, en los Estados Unidos, a finales del modelo 2009, mientras que la Ford Ranger sigue en producción. Al igual que el 2010, la serie B continúa siendo vendida en Canadá.
Opciones de motorización:
- B2500
  - 1998–2001 – 2.5 L (2507 cc) OHC, 119 hp (89 kW)
- B2300
  - 2002–2010 – 2.3 L (2300 cc) Duratec, 143 hp (107 kW)
- B3000
  - 1998–2001 – 3.0 L (2957 cc) Vulcan V6, 150 hp (112 kW)
  - 2002–2003 – 3.0 L (2957 cc) Vulcan V6, 147 hp (110 kW)
  - 2004–2008 – 3.0 L (2957 cc) Vulcan V6, 154 hp (115 kW)
- B4000
  - 1998–2000 – 4.0 L (4025 cc) Cologne V6, 160 hp (119 kW)
  - 2001–2010 – 4.0 L (4025 cc) Cologne V6, 207 hp (154 kW)

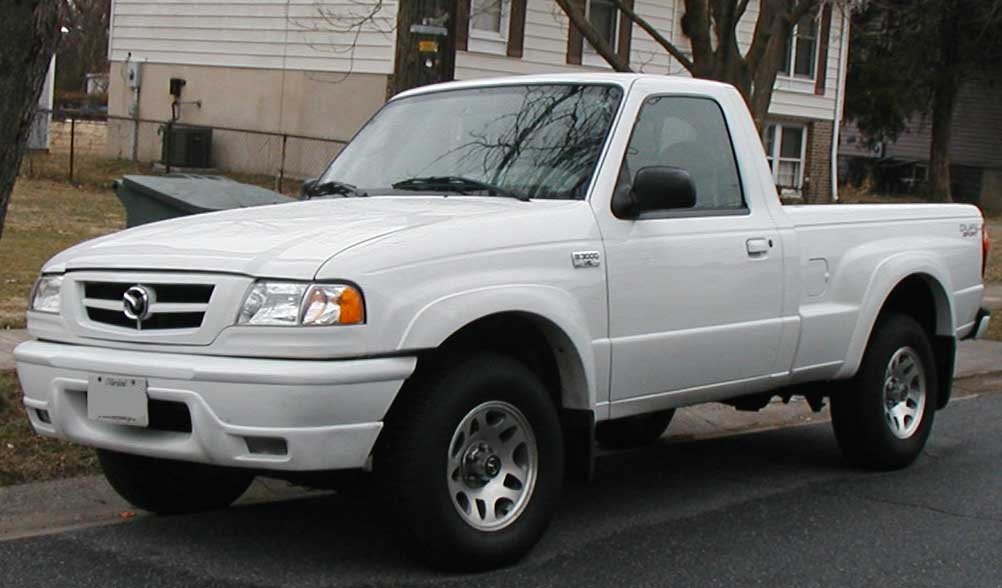
Mazda B3000 cabina simple (Estados Unidos).
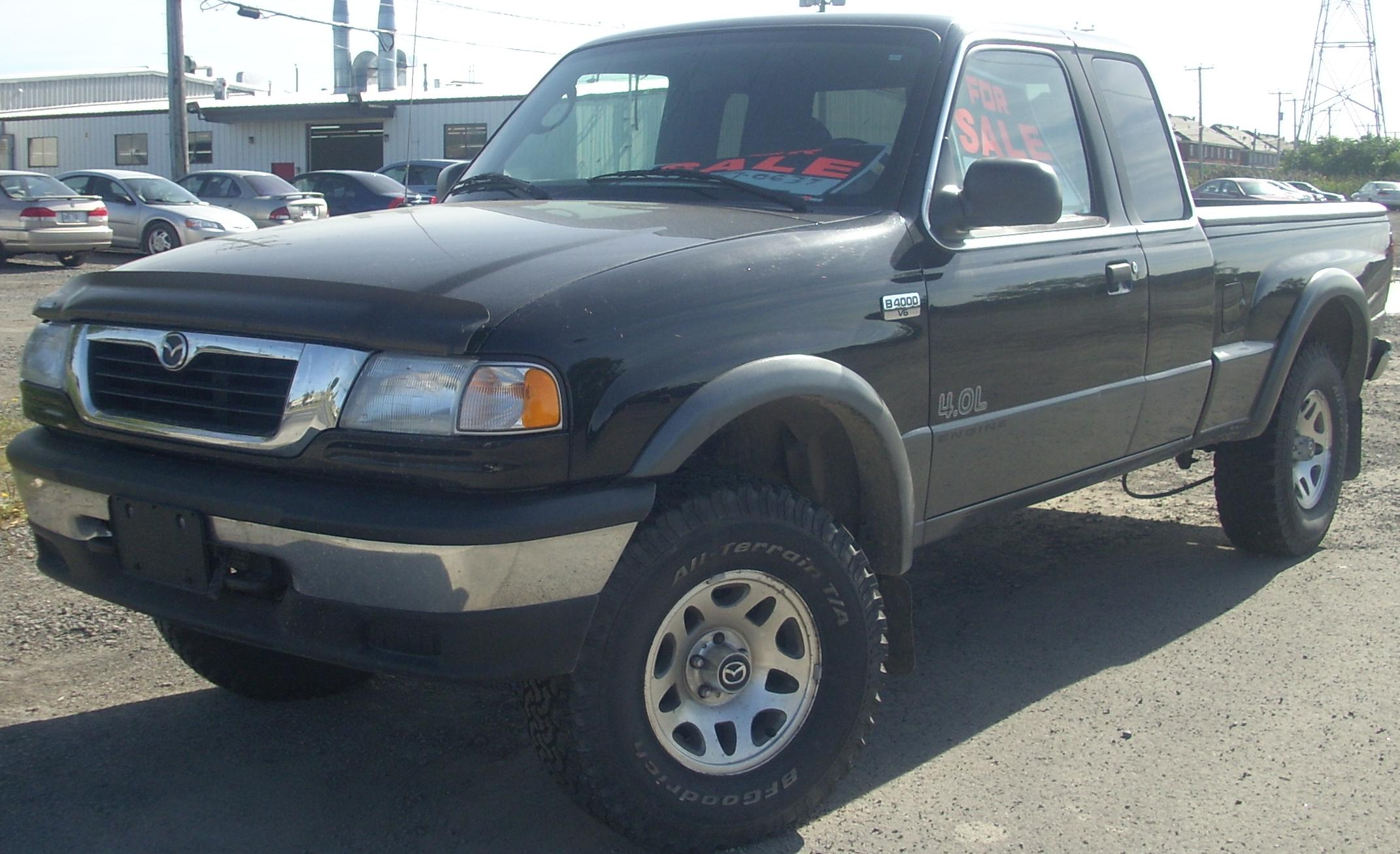
1998–2001 Mazda B4000 cabina extendida (Estados Unidos).

## Final de la línea para la versión de Estados Unidos
El Ranger y los Mazda Serie B se fabricaban en la planta de montaje de Twin Cities (ciudades gemelas) en Saint Paul, Minnesota, estaba previsto su cierre en 2011. También fueron armados en Louisville, Kentucky hasta 1999 y en Edison, Nueva Jersey hasta el cierre de la planta en 2004.
A pesar de la solicitud del estado de Minesota para no cerrar la planta, Ford descontinuó la línea Ranger a partir de 2011 y dejará el mercado de las pickup compactas en Estados Unidos. Hay informes de que la planta será vendida y reconstruida una vez que la producción cese.
Ford decidió invertir la mejora de la camioneta Ford Explorer SUV que se ramificó a una plataforma más avanzada que la Ranger, dejando que las ventas de Ranger caigan en declive. Una estrategia similar se aplicó a la Ford Taurus, otro ex mejor vendido que fue sustituido por dos nuevas placas de identificación en vez de nuevo diseño. Sin embargo, como resultado de un cambio drástico hacia vehículos más pequeños y más eficientes en combustible en Norteamérica, Ford ha dicho que seguirá produciendo la Ford Ranger hasta el 2011 en su planta de Minnesota, Twin Cities, que está previsto que cierre en 2011.
Ford inicialmente produjo dos nuevas camionetas, más pequeñas que el modelo F-150, una basada en la Serie F (siguiendo la línea de las antiguas F-100) y el otro un reemplazo para el Compact Ranger actual, que no se ha modificado, salvo para los estiramientos faciales, ya que los modelos de 1998. La F-100 ha sido cancelada para ofrecer un motor EcoBoost en la línea de productos F-150.
Ford ha confirmado que van a terminar la producción en el Ranger en 2011 en Norteamérica, y no tienen planes para ofrecer la próxima generación en los Estados Unidos. Esta decisión está basada en que la nueva plataforma global es simplemente demasiado cercana en tamaño a la F-150. Otro factor se debe a la disminución de las ventas, como dijo el vicepresidente de Desarrollo Global de Productos de Ford, Derrick Kuzak: el mercado de las pickup compactas en Estados Unidos ha ido disminuyendo durante los últimos 15 años, pasando de un ocho por ciento de la industria en 1994 a alrededor de dos por ciento en el 2010. El final de la Ranger en los Estados Unidos también marca un punto de partida para Ford en el segmento de camiones compactos después de 30 años.

### Ventas anuales de Ford Rangers estadounidenses
| Año  | Total de unidades vendidas de Ford Ranger (EE. UU.) |
| ---- | --------------------------------------------------- |
| 1999 | 348.358                                             |
| 2000 | 330.125                                             |
| 2001 | 272,460                                             |
| 2002 | 226.094                                             |
| 2003 | 209.117                                             |
| 2004 | 156.322                                             |
| 2005 | 120.958                                             |
| 2006 | 92.420                                              |
| 2007 | 72.711                                              |
| 2008 | 65.872                                              |
| 2009 | 55.600                                              |
| 2010 | 55.364                                              |

## Variante Argentina en producción (2010-2012)

### 2010-2012
La versión de la Ford Ranger producida en Argentina para los mercados de Brasil, Chile, Colombia, México y Venezuela fue fabricada hasta el año 2012, y desde 2010 se modificó y actualizó con el retoque de las líneas, para darle una apariencia más agresiva. Esta se distingue por el logo con la nueva imagen corporativa de tres barras en la parrilla frontal, tomada en parte de la disponible para el modelo vendido en Norteamérica, aunque el aspecto y nivel de acabados de los interiores se mantuvo, así como se mantuvieron las dos opciones de motorización.
Para el mercado venezolano, la Ford Ranger monta un motor 2.3L l4 a gasolina con opción de conversión a Gas Natural (GNV), para utilizar tanto gasolina como Gas Natural (GNV).
Asimismo, la Ford Ranger, se vendía en Argentina mayormente con el motor 3.0 PowerStroke ELECTRONIC de 163cv, el cual se incluyó en el restyling del modelo en el año 2005, reemplazando el viejo 2.8 PowerStroke TGV (Turbo de Geometría Variable)

## Descripción mecánica
Distancias entre ejes y longitud de la caja:
- 2010–presente | 111.6 in (2835mm) | Caja 6 pies (1732mm) Cabina Simple
- 2010–presente | 117.6 in (2987mm) | Caja 7 pies (2129mm) Cabina Simple
- 2010–presente | 125.9 in (3198mm) | Caja 5 pies (1467mm) Cabina Doble

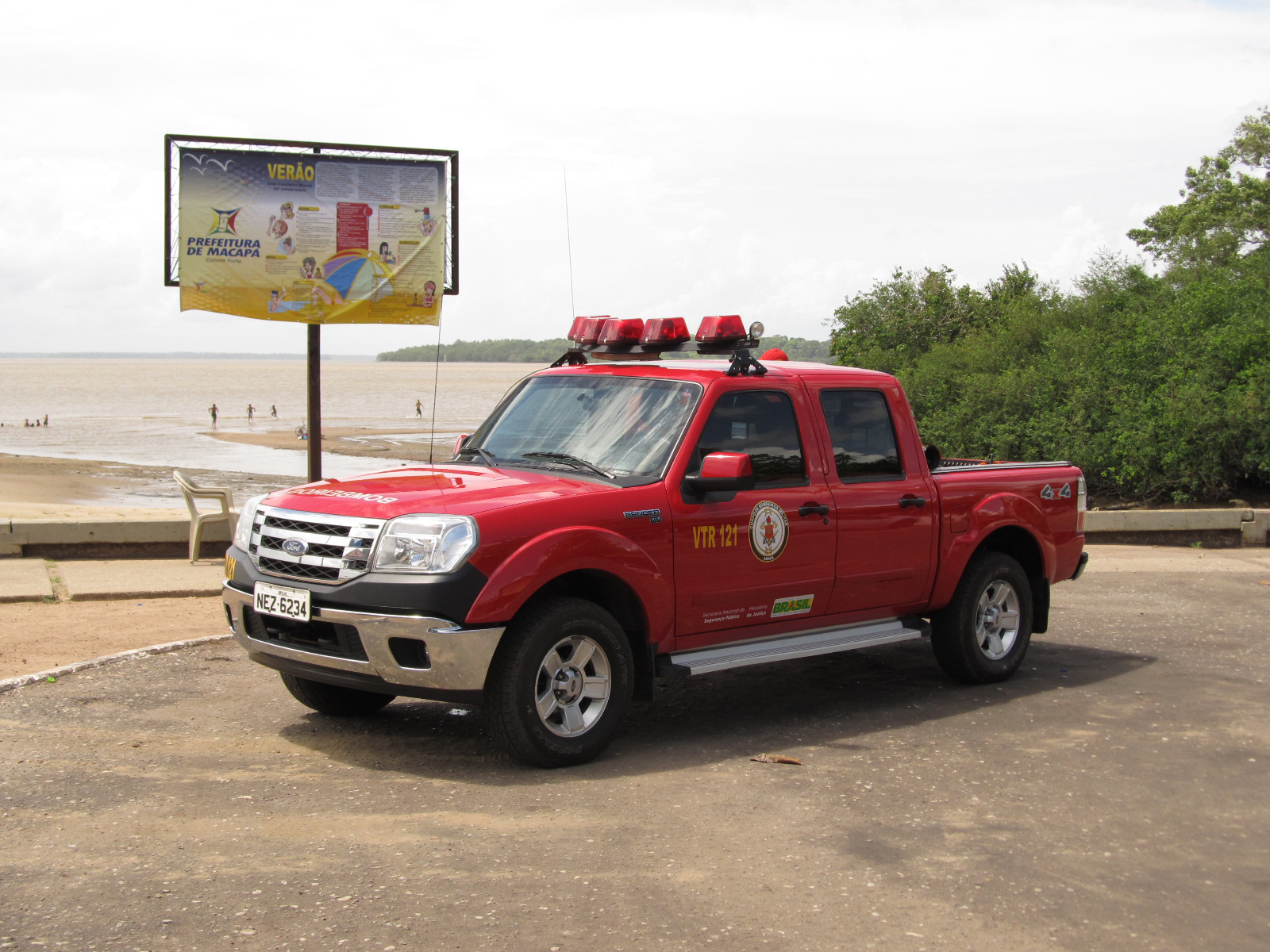
Penúltima generación del Ford Ranger utilizada por los bomberos del estado de Amapá, Brasil.

Motores:
| Motor                             | Años      | Potencia        | Par motor           |
| --------------------------------- | --------- | --------------- | ------------------- |
| 2.3 L Ford Duratec HE Gasolina 4L | 2004–2012 | 148 hp (110 kW) | 159 lb·ft (216 N·m) |
| 3.0 L Ford Power Stroke Diésel 4L | 2004–2012 | 163 hp (122 kW) | 280 lb·ft (380 N·m) |

## Ford Ranger (T6) (2011-2023)

### Primera generación (2011-2023)

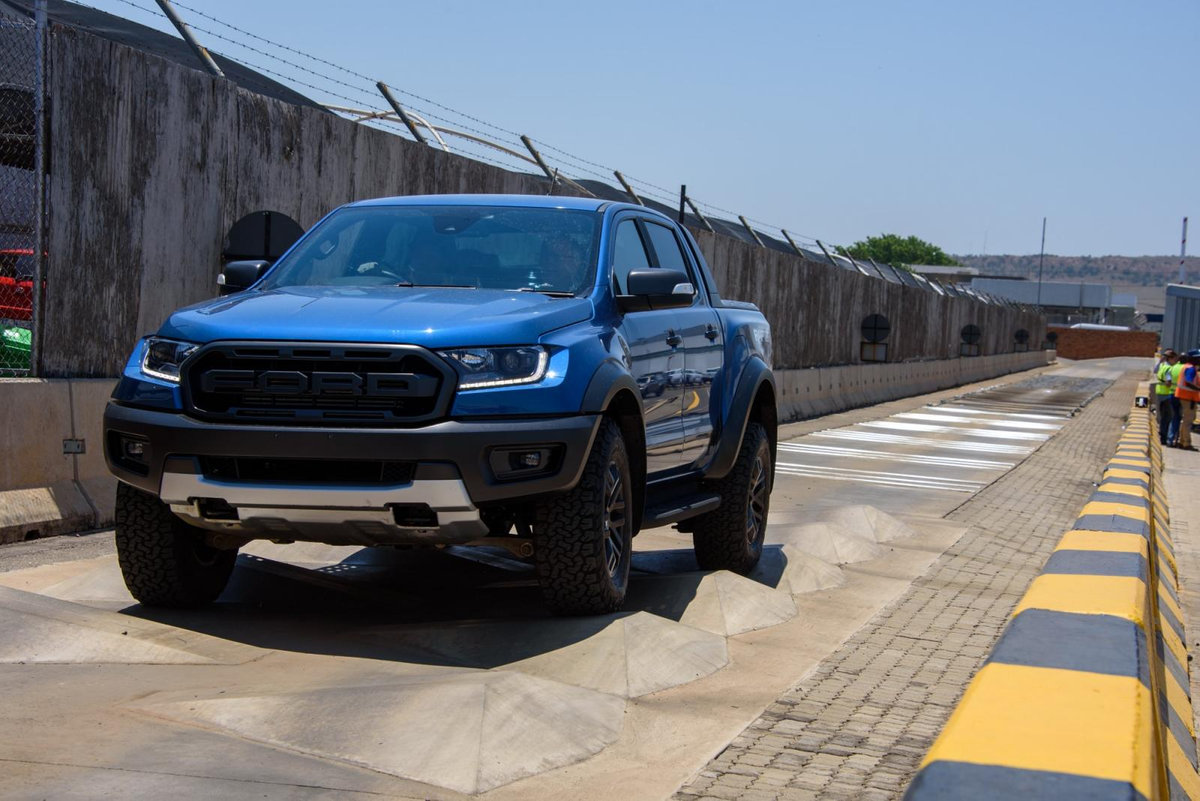
Versión Raptor de la última generación del Ford Ranger desarrollada por Ford Performance en Australia.

La penúltima versión de la Ford Ranger (denominada con el código de proyecto T6), fue presentada en el salón del automóvil de Australia de 2010 y lanzada en 2012. Tiene 200 caballos de vapor (197 HP) de potencia y 470 Nm de torque. En el mercado suramericano se comercializa con tres motorizaciones: una de 2.2 litros diésel, una 3.2 también diésel y un 2.5 a gasolina. La transmisión puede ser automática secuencial de seis velocidades (Limited AT), manual de seis velocidades (todos las versiones con motor 2.2 y 3.2 incluyendo a la Limited MT) o manual de cinco velocidades (para las versiones de motor a gasolina 2.5).Motores argentinos es de 2.3  Entre las funciones de seguridad se encuentran los frenos ABS, seis airbags, un asistente de arranque en pendiente, estabilizador de remolque, servofrenos, protección antivuelco y un sistema de control de tracción.

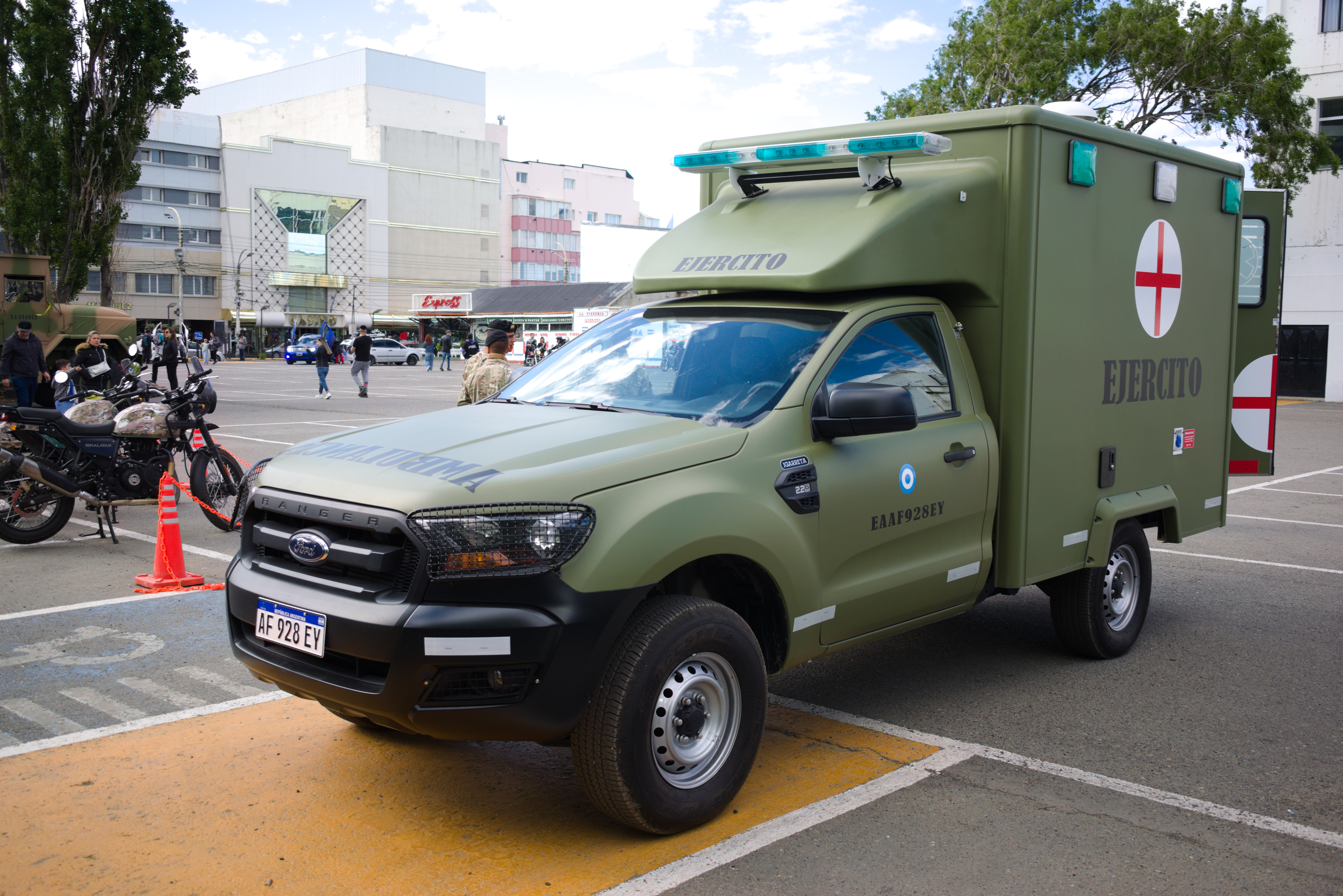
Ford Ranger en configuración de vehículo sanitario para las Fuerzas Armadas de Argentina